# Кременчуцький краєзнавчий музей
Кременчу́цький краєзна́вчий музе́й — музей у Кременчуці. Відкрито 26 вересня 1975 року. У музеї представлено природниче та історичне краєзнавство. Палеонтологічна колекція музею є найбільшою в області.
Фонди музею налічують понад 60 тис. експонатів, є наукова бібліотека, де працюють студенти, учні, опрацьовують архівні матеріали фахівці. Бібліотечний фонд становить 7500 одиниць.
Кременчуцький краєзнавчий музей є методичним центром для відомчих музеїв на великих підприємствах міста.
Кожен рік музей приймає понад вісімдесят тисяч відвідувачів, серед яких — гості Кременчука з близького та далекого зарубіжжя.
Кожного місяця у виставкових залах музею експонуються виставки художників, майстрів декоративно-ужиткового мистецтва. Традиційними стають виставки дитячих робіт та фотовиставки.
Значну увагу музей приділяє науково-освітній роботі. Щомісяця проводяться заходи, присвячені ювілеям та знаковим подіям у місті. Приходять до музею молодші школярі та дошкільнята на заняття з народознавства та уроки Школи музейної освіти. Старшокласників та студентів міста науковці відділу науково-освітньої роботи запрошують до Школи естетичного виховання на лекції з літератури та мистецтва, на зустрічі з місцевими художниками, поетами та видатними людьми міста.

## Історія
Перший у місті музей було відкрито на вулиці Червоноармійській (зараз вулиця Миколи Залудяка). Початок збору експонатів для музею було покладено у 1919–1920 роках, коли з націоналізованих будинків і заміських садиб привозили до Кременчука картини, статуї, художній посуд, тканини та інше. 1928 року частина зібраних експонатів розмістилася у будівлі педагогічного технікуму (колишня жіноча гімназія), де виникло Кременчуцьке краєзнавче товариство, що вивчало природу та історію краю. Зусиллями краєзнавчого товариства і педагогів відкрився маленький музей. Під час повені 1931 року експонати зберігалися у підвалі учительського інституту і багато виявилися пошкодженими. 1934 року приймається рішення про відкриття музею в Кременчуці. 1936 року під музей відводиться одна з колишніх синагог (нині вулиця Квартальна, 5), побудована 1910 року. Ремонт будівлі, благоустрій території, оформлення експозиції завершилися до літа 1937 року.
Музей як окрема структура працював недовгий час перед війною та був знищений у роки війни.
Відновлений був у колишньому будинку Володарського, а на той час 25-квартирному житловому будинку, 9 вересня 1966 року після прийняття Постанови Ради Міністрів УРСР про відновлення роботи історико-краєзнавчого музею в місті. Відкриття музею відбулося через 9 років — 26 вересня 1975 року.
Впродовж цього часу створювалася постійно діюча експозиція, яка на сьогодні презентована в дванадцяти залах музею, два з яких — виставкові. Експозиція висвітлює теми з природничого та історичного краєзнавства.
У 1991 році було створено постійно діючу виставку «Цього забувати не можна!» про в'язнів концтаборів та остарбайтерів — жителів Кременчука. Виставка й досі є найбільш інформаційною з цієї теми в Україні. У рік 60-річчя Перемоги у Німецько-радянській війні музей став переможцем обласного огляду-конкурсу серед музейних закладів Полтавщини.
18 травня 2010 року в музеї було проведено акцію «Ніч у музеї», присвячену Міжнародному дню музеїв.

## Експозиція
У музеї знаходиться дванадцять залів, дві з яких — виставкові.
- У музеї висвітлено геологічну історію Кременчуцького району, його флору та фауну
- Зала дореволюційної історії
- Зала Другої світової війни

### Природа
Природа Кременчуцького району розкрита в декількох темах, починаючи з геологічної історії краю і закінчуючи сучасною флорою і фауною. Тут можна побачити цікаву колекцію палеонтологічних зразків, серед яких є такі давні, як:
- моховатки
- губки
- молюски
- брахіоподи
- черв'яки

та ін.
Багата колекція скам'янілих акулячих зубів, серед яких — зуби гігантських кархародонів. Поміж зразків плейстоценової фауни є рідкісні — рештки печерної гієни. За обсягом експонатів палеонтологічна колекція Кременчуцького краєзнавчого музею є найбільшою в області. Експозицію флори та фауни району прикрашають діорами з чисельними опудалами птахів, звірів та риб, серед яких є червонокнижні види.
Співробітниками відділу природи зібрана чудова об'ємна колекція мінералів та гірських порід, частина якої демонструється в експозиції. До тематичних екскурсій в залах природи додаються відеофільми по Червоній книзі та по заповідним об'єктам краю.

### Зал археології
Справжньою окрасою експозиції відділу історії є зал археології. Понад 1000 експонатів, серед яких є й унікальні, розповідають про давню історію краю. Повна археологічна колекція музею нараховує 6 тисяч предметів, що охоплюють практично весь часовий діапазон, починаючи з муст'єрської доби палеоліту і закінчуючи матеріалами розкопок пізньосередньовічної фортеці Кременчук.
У колекції широко представлені матеріали пізньопалеолітичних майстерень-стоянок із гирла Сули — маловідомої сторінки з історії України. Чимало цікавих знахідок зроблено і в межах безпосередньо Кременчука, наприклад, неолітичні знахідки дніпро-донецької культури, середньостогівської енеолітичної культури, в тому числі комплекс рогових мотик разом із кістками свійського коня, комплекс черняхівського посуду з дитячого поховання кінця IV — початку V ст.. Вагомою часткою археологічного доробку музею є колекція давньоруського посуду і свідчить про виникнення Кременчука близько XII ст. — за доби Київської Русі.

### Експозиція дореволюційного періоду
Оригінально оформлена експозиція відділу історії дореволюційного періоду. У вигляді стаціонарної виставки показано період розвитку Кременчука на межі XIX-ХХ століть.
У центрі зали — фрагмент старої вулиці з бруківкою, афішною тумбою та вуличним гасовим ліхтарем.
Привертає увагу інтер'єр вітальні з меблями класичного стилю, з кахельною грубкою та великою кількістю порцелянового посуду і столового срібла. Поряд з вітальнею ще один інтер'єр — кабінет господаря будинку з чудовим письмовим столом, друкарською машинкою, цінними книгами, фотографіями та годинником, зручними напівкріслами. Крізь вікно можна побачити собор Успіння Пресвятої Богородиці — головний православний храм міста.

### Зал Другої Світової війни
Зал Другої Світової війни вражає великою діорамою «Визволення Кременчука від фашистських загарбників». Презентовано 32 альбоми, де зібрано матеріал про загиблих у роки війни кременчужан — своєрідна рукописна Книга Пам'яті. У дванадцяти відеофільмах зібрано весь краєзнавчий матеріал, присвячений тематиці війни. Він використовується при проведенні різних заходів, присвячених подіям цього часу, та під час тематичних екскурсій.
У 1991 році було створено постійно діючу виставку «Цього забувати неможна!» про в'язнів концтаборів та остарбайтерів — жителів Кременчука. Виставка й досі є найбільш інформаційною з цієї теми в Україні. У рік 60-річчя Перемоги у Німецько-радянській війні музей став переможцем обласного огляду-конкурсу серед музейних закладів Полтавщини.